# Rígel
Rígel (Rigel, β Ori, β Orionis, Beta Orionis) é a estrela mais brilhante da constelação de Orion, e a sétima mais brilhante do céu noturno, com magnitude aparente 0,12. Apesar de ter a designação de Bayer "beta", ela quase sempre é mais brilhante que Betelgeuse (Alpha Orionis).

## Etimologia
O nome de Rígel vem da sua posição no "pé esquerdo" de Orionte. Ele é uma contracção de Riǧl Ǧawza al-Yusra, árabe para "pé esquerdo de algo central". Outro nome árabe é رجل الجبار riǧl al-ǧabbār, "o pé de algo maior", que também é a origem do outro nome Algebar. Rígel também é chamada de Algebar ou Elgebar, porém esses nomes raramente são usados.
Rígel é conhecida como 参宿七 (Shēnxiù Qī, "a sétima das três estrelas") em chinês. O nome se deve ao fato que o asterismo das três estrelas era originalmente composto por apenas três estrelas, todas elas do cinturão de Orion. Mais tarde, outras quatro estrelas foram adicionadas a esse asterismo, mas o nome continuou igual.
No Japão, Rígel era chamada de Genji-boshi (源氏星) (devido ao Clã Genji), "a estrela do Clã Genji" ou Gin-waki, (銀脇).

## Características físicas
Rígel está além do alcance atual de medidas precisas de paralaxe. Estudos espectroscópicos estimam uma distância entre 700 e 900 anos-luz (210 a 280 parsecs), enquanto o "melhor palpite" da sonda Hipparcos é 773 anos-luz (237 parsecs), com uma margem de erro de 19%. Rígel é uma supergigante azul de 18 massas solares, e tem cerca de 85 000 vezes a luminosidade solar. Rígel é a estrela mais luminosa na região do Sol na Via Láctea, e é tão luminosa que se fosse vista a uma distância de uma UA, ela teria um diâmetro angular de 35° e a sua magnitude aparente seria -38.
Como Rígel é uma estrela luminosa e está em uma região de nebulosidade, ilumina várias nuvens de poeira na sua proximidade, a mais notável sendo IC 2118. Rígel também está associado com a Nebulosa de Orionte, que está duas vezes mais distante da Terra. Apesar da distância, projetando o caminho de Rígel pelo espaço pela sua idade estimada, a estrela é levada para perto da nebulosa. Como resultado, às vezes Rígel é classificado como um membro distante da associação Orion OB1, assim como algumas outras estrelas daquela região do espaço.
Rígel é uma estrela variável irregular, algo comum entre supergigantes. Rígel varia a sua magnitude aparente em até 0,3, em cerca de 22 a 25 dias. Sabe-se que o sistema de Rígel é composto por três estrelas. Às vezes uma quarta estrela é proposta, mas é considerada uma interpretação errada da variabilidade da estrela principal, que pode ser causada por pulsações na superfície.

## Sistema
Rigel foi considerada uma estrela binária visual desde 1831, quando foi medida por Friedrich Georg Wilhelm Struve. Embora Rígel B não seja muito fraca, tendo magnitude aparente 6,7, a sua proximidade com Rígel A, que é 500 vezes mais brilhante, faz dela um alvo difícil para telescópios menores que 150 mm. Na distância estimada de Rigel, Rigel B é separada da estrela primária por 2 200 UA, o que não é estranho, já que não há sinais de movimento orbital entre as estrelas, embora elas compartilhem o mesmo movimento próprio.
Rígel B é em si um sistema de binárias espectroscópicas, consistindo de duas estrelas da sequência principal que orbitam seu centro de massa comum a cada 9,8 dias. O tipo espectral das duas estrelas é B9V. Com 2,5 massas solares, Rígel B é mais massivo que a outra estrela, que tem 1,9 massas solares.
Houve uma grande controvérsia entre os séculos XIX e XX sobre a visibilidade da companheira de Rígel B. Alguns observadores afirmaram ter visto ela, porém outros não. Observações recentes já descartaram a possibilidade de uma companheira visível de Rígel B.